# Pulverberg (Fränkische Alb)
Der Pulverberg ist ein 546 m ü. NHN hoher Berg des Vorlandes der Mittleren Fränkischen Alb. Er befindet sich in der Oberpfalz, einem Regierungsbezirk von Bayern. Sein Gipfel liegt auf dem Gemeindegebiet von Berngau im Landkreis Neumarkt in der Oberpfalz nordwestlich von Tyrolsberg und nördlich der Kreisstraße NM 24. Im Norden erhebt sich jenseits eines Bergsattels der Tyrolsberg (573 m ü. NHN), dessen Westabfall Eßberg genannt wird. Im Südosten liegt der Ort  Tyrolsberg, hinter ihm erhebt sich der niedrigste Gipfel Hohe Ahnt (525 m ü. NHN) der Berggruppe. 